# Larinus minutus
Larinus minutus es una especie de escarabajo del género Larinus, tribu Lixini, familia Curculionidae. Fue descrita científicamente por Gyllenhal en 1836.
Se distribuye por Estados Unidos, Canadá, Ucrania, Bulgaria, Austria, Grecia, Serbia y Turquía. La especie se mantiene activa durante los meses de febrero, mayo, junio, julio, agosto, septiembre y octubre.